# Todd Montgomery
Todd Montgomery (* vor 1993) ist ein US-amerikanischer Filmregisseur, Unternehmer und Filmproduzent.

## Leben
Nach seiner Schulzeit wurde Montgomery in Kalifornien in der Pornoindustrie tätig. Als Unternehmer wurde er Vorsitzender des Pornofilmstudios Falcon Entertainment. In den 1990er und 2000er produzierte und drehte er verschiedene Pornofilme für schwule und bisexuelle Käufer. Montgomery gewann verschiedene Preise und Auszeichnungen in der Pornofilmindustrie.

## Filmografie (Auswahl)
- 1993: Abduction 3: Redemption
- 1993: Abduction 2: Conflict
- 1994: Foul Play
- 1994: Flashpoint
- 1995: Big River
- 1996: Billy's Tale
- 1997: The Freshmen
- 1997: Hardline
- 1997: California Kings
- 1998: Red Alert
- 1998: Betrayed
- 1998: Basic Plumbing II
- 1999: Hot Wired: Viewer's Choice
- 1999: No Way Out
- 2000: Snap Shots
- 2000: Out of Athens Part 2
- 2000: Out of Athens Part 1
- 2000: Bad Behavior
- 2001: The Other Side of Aspen 5
- 2002: Deep South: The Big and the Easy, Part 2
- 2002: Branded
- 2002: Defined
- 2002: Deep South: The Big and the Easy, Part 1
- 2003: Reload
- 2004: Hog: The Leather File
- 2004: Couples II: More Colt Men on the Make
- 2004: Buckleroos: Part II
- 2004: Buckleroos: Part I
- 2005: Wide Strokes
- 2005: LeatherBound
- 2006: Boot Black Blues
- 2007: Paradise Found

## Preise und Auszeichnungen (Auswahl)
- 1993: GayVN Awards Sieger für Bestes Video für "Abduction 2 & 3" (Falcon Studios)
- 1993: Dave Awards Sieger für Bestes Videog für "Abduction II: Conflict" mit"Abduction III: Redemption" (Falcon Studios)
- 1993: Gay Erotic Video Awards Sieger für Besten Film für "The Conflict: Abduction Part 2" und "Redemption: Abduction Part 3" (Falcon Studios)
- 1995: GayVN Awards Sieger für Bestes Video für "Big River" (Falcon Studios)
- 1998: Gay Erotic Video Awards Sieger für Besten Film für "French Connections 1 & 2: Temptation & Conquest" (Falcon Studios)
- 1999: GayVN Awards Sieger für Bestes Video für "Absolute: Aqua" (Falcon Studios)[1]
- 2000: Grabby Awards Sieger für Bestes Video mit Max Phillips für "Deep South" (Falcon Studios)
- 2002: GayVN Awards Sieger für Bestes Video mit Max Phillips für "Deep South: The Big and the Easy" (Falcon Studios)
- 2004 GayVN Awards Sieger für Bestes Video für "BuckleRoos 1-2" (Buckshot Productions)
- GayVN Awards Hall of Fame[2]